# The Body & the Soul
The Body & the Soul – ósmy album studyjny amerykańskiego trębacza jazzowego Freddiego Hubbarda, wydany z numerem katalogowym A-38 i AS-38 w 1963 roku przez Impulse! Records.

## Powstanie
Materiał na płytę został zarejestrowany podczas trzech sesji nagraniowych: 8 marca 1963 roku przez Franka Abbeya w Capitol Studios w Los Angeles oraz 11 marca i 2 maja 1963 roku przez Rudy'ego Van Geldera w należącym do niego studiu (Van Gelder Studio) w Englewood Cliffs w stanie New Jersey. Produkcją płyty zajął się Bob Thiele.

## Lista utworów
Opracowano na podstawie materiału źródłowego.
Wydanie LP
Strona A
| Nr | Tytuł utworu                   | Muzyka                                                       | Długość |
| -- | ------------------------------ | ------------------------------------------------------------ | ------- |
| 1. | „Body and Soul”                | Johnny Green, Edward Heyman, Robert Sour, Frank Eyton        | 4:37    |
| 2. | „Carnival (Manhã de Carnaval)” | Luiz Bonfá, Luigi Creatore, Hugo Peretti, George David Weiss | 5:19    |
| 3. | „Chocolate Shake”              | Duke Ellington, Paul Francis Webster                         | 3:57    |
| 4. | „Dedicated to You”             | Saul Chaplin, Hy Zaret, Sammy Cahn                           | 3:23    |
|    |                                |                                                              | 17:16   |

Strona B
| Nr | Tytuł utworu                         | Muzyka                               | Długość |
| -- | ------------------------------------ | ------------------------------------ | ------- |
| 1. | „Clarence’s Place”                   | Freddie Hubbard                      | 3:29    |
| 2. | „Aries”                              | Freddie Hubbard                      | 3:06    |
| 3. | „Skylark”                            | Hoagy Carmichael, Johnny Mercer      | 4:32    |
| 4. | „I Got It Bad (And That Ain’t Good)” | Duke Ellington, Paul Francis Webster | 3:41    |
| 5. | „Thermo”                             | Freddie Hubbard                      | 4:16    |
|    |                                      |                                      | 19:04   |

## Twórcy
Opracowano na podstawie materiału źródłowego.
Muzycy:
- „Body and Soul”, „Dedicated to You”, „Clarence’s Place” (nagrano 2 maja 1963)
  - Freddie Hubbard – trąbka
  - Curtis Fuller — puzon
  - Eric Dolphy – saksofon altowy, flet
  - Wayne Shorter – saksofon tenorowy
  - Cedar Walton — fortepian
  - Reggie Workman — kontrabas
  - Louis Hayes – perkusja

- „Carnival (Manhã de Carnaval)”, „Aries”, „Thermo” (nagrano 11 marca 1963)
  - Freddie Hubbard, Clark Terry, Ernie Royal, Al DeRisi – trąbka
  - Curtis Fuller, Melba Liston — puzon
  - Eric Dolphy – saksofon altowy
  - Seldon Powell, Jerome Richardson – saksofon tenorowy
  - Charles Davis – saksofon barytonowy
  - Bob Northern – róg
  - Robert Powell – tuba
  - Cedar Walton — fortepian
  - Reggie Workman — kontrabas
  - Philly Joe Jones – perkusja
  - Wayne Shorter – dyrygent, aranżacja

- „Chocolate Shake”, „Skylark”, „I Got It Bad (And That Ain’t Good)” (nagrano 8 marca 1963)
  - Freddie Hubbard, Ed Armour, Richard Williams – trąbka
  - Curtis Fuller, Melba Liston — puzon
  - Eric Dolphy – saksofon altowy
  - Jerome Richardson – saksofon barytonowy
  - Bob Northern, Julius Watkins – róg
  - Cedar Walton — fortepian
  - Reggie Workman — kontrabas
  - Philly Joe Jones – perkusja
  - Harry Cykman, Morris Stonzek, Arnold Eidus, Sol Shapiro, Charles McCracken, Harry Katzman, Harry Lookofsky, Gene Orloff, Julius Held, Raoul Poliakin – instrumenty smyczkowe
  - Wayne Shorter – dyrygent, aranżacja

Produkcja:
- Bob Thiele – produkcja muzyczna
- Frank Abbey – inżynieria dźwięku (sesja z 8 marca)
- Rudy Van Gelder – inżynieria dźwięku (sesje z 11 marca i 2 maja)
- Ted Russell – fotografia na okładce
- Dan Morgenstern – liner notes